# Louise Crome
Louise Crome (* 6. April 1978 in Waihi) ist eine ehemalige neuseeländische Squashspielerin.

## Karriere
Louise Crome begann ihre professionelle Karriere im Jahr 1997. Zu ihren größten Erfolgen zählt der Gewinn der Vizeweltmeisterschaft 2004 in Chennai im Doppel mit Landsfrau Lara Petera. Die beiden unterlagen im Endspiel Natalie und Rachael Grinham. Ihre beste Platzierung in der Weltrangliste erreichte sie mit Rang 22 im August 2008. Sie gewann drei Turniere auf der WSA World Tour und stand in elf weiteren Finals. Mit der neuseeländischen Nationalmannschaft nahm sie 2006 und 2008 an Weltmeisterschaften teil. 2005 und 2007 wurde sie neuseeländische Vizemeisterin.
Louise Crome ist verheiratet mit dem australischen Politiker Rodney Hide. Sie hat erfolgreich ein Studium mit dem Abschluss Bachelor of Commerce in Information Systems an der University of Auckland absolviert. Dazu erlangte sie außerdem ein Graduate Diploma in Marketing.

## Erfolge
- Vizeweltmeister im Doppel: 2004 (mit Lara Petera)
- Gewonnene WSA-Titel: 3
- Neuseeländischer Vizemeister: 2005, 2007